# Schlotheimia laete-virens
Schlotheimia laete-virens är en bladmossart som beskrevs av Brotherus 1894. Schlotheimia laete-virens ingår i släktet Schlotheimia och familjen Orthotrichaceae. Inga underarter finns listade i Catalogue of Life.